# Giro del Veneto 1912
Il Giro del Veneto 1912, seconda edizione della corsa, si svolse su 2 tappe fra il 7 e l'8 aprile 1912 su un percorso di 410 km. La vittoria fu appannaggio dell'italiano Giovanni Roncon, che precedette i connazionali Costante Girardengo e Antonio Dalle Fusine. La classifica generale venne stipulata su un sistema di punti crescente per la posizione di tappa (esempio: 1º = 1 punto; 2º = 2 punti ; Xº = X punti).

## Tappe
| Tappa  | Data     | Percorso                                | km  | Vincitore di tappa | Leader cl. generale |
| ------ | -------- | --------------------------------------- | --- | ------------------ | ------------------- |
| 1ª     | 7 aprile | Padova > Padova                         | 200 | Giovanni Roncon    | Giovanni Roncon     |
| 2ª     | 8 aprile | Borgomagno > Prato della Valle (Padova) | 210 | Giovanni Roncon    | Giovanni Roncon     |
| Totale | Totale   | Totale                                  | 592 |                    |                     |

## Dettagli delle tappe

### 1ª tappa
- 7 aprile: Padova > Padova – 200 km

Risultati
| Pos. | Corridore            | Squadra | Tempo    |
| ---- | -------------------- | ------- | -------- |
| 1    | Giovanni Roncon      | Ranella | 7h43'19" |
| 2    | Antonio Delle Fusine | Ranella | s.t.     |
| 3    | D. Paris             | -       | s.t.     |

| Pos. | Corridore            | Squadra | Punti |
| ---- | -------------------- | ------- | ----- |
| 1    | Giovanni Roncon      | Ranella | 1     |
| 2    | Antonio Delle Fusine | Ranella | 2     |
| 3    | D. Paris             | -       | 3     |

### 2ª tappa
- 8 aprile: Borgomagno > Prato della Valle (Padova) – 210 km

Risultati
| Pos. | Corridore           | Squadra | Tempo    |
| ---- | ------------------- | ------- | -------- |
| 1    | Giovanni Roncon     | Ranella | 8h29'42" |
| 2    | Costante Girardengo | Maino   | s.t.     |
| 3    | Carlo Quaglia       | -       | s.t.     |

| Pos. | Corridore            | Squadra | Punti |
| ---- | -------------------- | ------- | ----- |
| 1    | Giovanni Roncon      | Ranella | 2     |
| 2    | Costante Girardengo  | Maino   | 9     |
| 3    | Antonio Dalle Fusine | Ranella | 10    |

## Ordine d'arrivo (Top 10)
| Pos. | Corridore                  | Squadra | Punti |
| ---- | -------------------------- | ------- | ----- |
| 1    | Giovanni Roncon            | Ranella | 2     |
| 2    | Costante Girardengo        | Maino   | 9     |
| 3    | Antonio Dalle Fusine       | Ranella | 10    |
| 4    | Carlo Quaglia              | -       | s.p.  |
| 5    | Giovanni Barzisia          | -       | 11    |
| 6    | G. Baffi                   | -       | 14    |
| 7    | Emilio Rigon               | -       | 15    |
| 8    | D. Paris                   | -       | 17    |
| 9    | Pasquale Giuseppe Bonfanti | -       | s.p.  |
| 10   | Senofonte Castellini       | Ranella | 19    |